# Płynotok
Płynotok pourazowy, przetoka płynowa (łac. liquorrhea posttraumatica) – wyciek płynu mózgowo-rdzeniowego spowodowany urazem, najczęściej złamaniem podstawy czaszki z przerwaniem ciągłości opony twardej.

## Podział
W zależności od charakteru urazu, płyn może uchodzić przez:
- nos (płynotok nosowy, rhinorrhoea) w przypadku złamania tylnej ściany zatoki czołowej, blaszki sitowej albo ściany zatoki klinowej
- przewód słuchowy zewnętrzny (otorrhea) w przypadku towarzyszącego urazowi uszkodzenia błony bębenkowej
- otwartą ranę czaszki
- przez gardło (trąbkę słuchową) wskutek uszkodzenia piramidy kości skroniowej i utworzenia połączenia między jamą czaszki a uchem środkowym i przy jednoczesnym nieprzerwaniu błony bębenkowej.

## Objawy
Objawy kliniczne zależą od towarzyszącego urazu i stopnia nasilenia wycieku płynu mózgowo-rdzeniowego. Znaczny ubytek objętości płynu mózgowo-rdzeniowego może spowodować objawy hipotonii śródczaszkowej – ból głowy nasilający się przy jej unoszeniu, niekiedy nudności, wymioty.

## Diagnostyka
Rozpoznanie płynotoku może sprawiać trudności, zwłaszcza jeśli nie jest on nasilony i występuje kilka dni po urazie. Pierwszym objawem niezauważonego płynotoku może być ropne (bakteryjne) zapalenie opon mózgowo-rdzeniowych i zapalenie mózgu, najczęściej wywołane przez pneumokoki. Metodami stosowanymi w diagnostyce płynotoku są:
- oznaczenie glukozy w wyciekającym płynie (wynik może być niewiarygodny jeśli płyn jest podbarwiony krwią) – stężenie powyżej 30 mg% przemawia za rozpoznaniem płynotoku.
- próba Queckenstedta – gdy płynotok jest skąpy, ucisk żyły szyjnej niekiedy nasila wypływ płynu;
- stężenie chlorków – niepewny, jednak stwierdzenie jonów chlorkowych w wydzielinie z jamy nosowej może przemawiać za tym, że jest to płyn mózgowo-rdzeniowy
- test glukozowo-peroksydazowy
- oznaczenie β2-transferryny, obecnej wyłącznie w płynie mózgowo-rdzeniowym, perylimfie i ciele szklistym oka – test wiarygodny i drogi, bardzo rzadko wykonywany
- diagnostyka obrazowa
- tomografia komputerowa – wykonywana w oknie kostnym pozwala na dokładne prześledzenie kości podstawy czaszki i stwierdzenie z dużym prawdopodobieństwem szczeliny, ubytku kostnego, przez który mógłby następować płynotok, także pośrednio: w oknie twardym przemieszczenie grzebienia koguciego świadczy o uszkodzeniu blaszki sitowej kości sitowej lub oglądanie w miękkim oknie tkankowym pozwala na uwidocznienie patologii tkanki mózgowej, odmy śródczaszkowej itp.
- dolędźwiowe podanie barwnika- drogą punkcji lędźwiowej podaje się fluoresceinę. Czasami wyciek płynu może być bardzo skąpy dlatego do jamy nosowej lub przewodu słuchowego zewnętrznego zakłada się tampony, które usuwa się po kilku godzinach. Podczas badania pacjent pochylony jest ku przodowi, aby wyciek płynu był diagnostyczny. Tampony ogląda się następnie w lampie Wooda.
- badania scyntygraficzne – pozwalają z dużą czułością stwierdzić obecność płynotoku.
  - podanie dolędźwiowo znacznika (albuminy znakowane radioizotopem). Rejestracja obrazu odbywa się przy użyciu gamma-kamery, w której widoczny jest znacznik w przestrzeniach jam nosa i zatok przynosowych lub uchu środkowym.
  - radiografia izotopowa zbiorników podstawy czaszki (cysternografia izotopowa) – oznaczenie radioaktywności tamponów umieszczanych w jamie nosowej w miejscu podejrzanym o wyciek płynu.

## Leczenie
Leczenie płynotoku przez pierwsze 7–10 dni jest zachowawcze: oczekuje się samoistnego zamknięcia przetoki. Polega ono na zaleceniu pacjentowi odpoczynku w pozycji półleżącej i przeciwdziałaniu wzrostom ciśnienia śródczaszkowego – unikanie próby Valsalvy: fizjologicznie towarzyszy ona kaszlowi, kichaniu lub intensywnemu parciu na stolec. Niekiedy stosuje się acetazolamid zmniejszający produkcję płynu mózgowo-rdzeniowego, a także leki moczopędne lub drenaż lędźwiowy płynu mózgowo-rdzeniowego (przez 5 dni po około 150 ml/dobę). Obecnie stosowanie drenażu lędźwiowego zwłaszcza w płynotoku nosowym budzi kontrowersje. Może być on przyczyną powstania objawu syfonu, a także jest przeciwwskazany w przypadku wzmożonego ciśnienia śródczaszkowego lub obrzęku mózgu.
Zdania są podzielone odnoście stosowania profilaktycznej antybiotykoterapii. Część autorów uważa, że profilaktyka antybiotykowa nie zmniejsza częstości występowania zakażeń CUN a powoduje dodatkowo selekcję szczepów opornych. W niektórych jednak przypadkach antybiotykoterapia jest nieodzowna – w przypadku istnienia dużego ryzyka rozwinięcia neuroinfekcji (osoby wyniszczone, z obniżoną odpornością, chorzy leczeni z powodu zapalenia zatok przynosowych itp.)
Utrzymujący się płynotok jest wskazaniem do leczenia operacyjnego: plastyki opony twardej powięzią szeroką albo pokrycia ubytku w oponie twardej okostną od strony jamy nosowej metodą wewnątrznosową FESS. Decyzję o podjęciu rynochirurgicznego leczenia płynotoku podejmuje się po 10–14 dniach przy braku ustania płynotoku. Dojście rynochirurgiczne metodą FESS jest obecnie preferowane. Minimalizuje ono powikłania, związane z neurochirurgicznym dojściem drogą kraniotomii.